# 中国纪检监察学院
中国纪检监察学院，是中华人民共和国国家监察委员会直属事业单位，建立在中国北京市海淀区原中关村国际教育园区，始建于2010年10月11日，它是中华人民共和国第一所反腐败的学院，也是世界第一所反腐败学院。中央纪检监察学院主要从事纪检监察方面的研究。另有位于河北省秦皇岛市北戴河区的分校区。

## 沿革
20世纪80年代，中央纪委和北京大学联合办学，未建立专门的校址和机构，主要是培养大专学生，学历学位认证隶属于北京大学。
20世纪90年代，中央纪委研究室成员李永忠开始为建立学校奔走，获得中央纪委书记吴官正的支持，李永忠和崔海容、张伯坤开始了建校之路，他们在中央纪委北戴河培训中心为实验学校。
2006年，实验学校取得学历学位的认证。
2007年，中央纪委书记吴官正、副书记何勇支持建立新校址。
2010年10月11日，中央纪律检查委员会书记贺国强、副书记何勇共同宣布“中国纪检监察学院”正式建立。